# 德国民主党
德国民主党（德語：Deutsche Demokratische Partei，縮寫为DDP）是魏玛共和国历史上的一个自由主义政党。
该党的许多主要人物都曾是德意志帝国制定的世界政策的支持者。它的社会基础是中产阶级企业家、公务员、教师、科学家和工匠。
1930年，与青年德国骑士团合并后改名为德国国家党(DStP)。

## 党史
1918年，弗里德里希·瑙曼建立进步人民党。
1918年11月20日，进步人民党(FVP)和国民自由党(NLP)的左派合并成立德国民主党。
在魏玛共和国第一次国民议会选举中获得了第三党的地位。魏玛宪法也是根据德国民主党的宪法学者专业人士而制定的。之后，德国社会民主党和德国中央党和德国民主党组成了左派自由联合政权，这3个政党的联合体制被称为“魏玛联盟”。
从1918年到1931年，几乎德国政府内所有的部长都有民主党的党员，如瓦尔特·拉特瑙、奥托·格斯勒、马克斯·韦伯。他们在1919年德国第一次按比例代表制的联邦选举中所占的比例为18%，而在1928年的选举中，这一比例降至4.9%。到了1932年11月的选举中，这一比例降至1.0%。
1926年，该党创始人之一亚尔马·沙赫特离开党，成为阿道夫·希特勒的支持者。
1930年，该党与倾向右倾的青年德国骑士团合并，成立了德国国家党
纳粹党上台后，该党因为是犹太人和教授的政党而受到攻击。1933年6月28日，该党被迫解散。
二战后，该党的成员参与了自由民主党的创立。

## 国会选举结果

### 德国民主党時代
| 选举日        | 得票率 | 席位数 (总席为数) | 排名  |
| ------------- | ------ | ----------------- | ----- |
| 1919年1月19日 | 18.6%  | 75席位（421席位） | 第3党 |
| 1920年6月6日  | 8,5%   | 45席位（459席位） | 第6党 |
| 1924年5月4日  | 5,7%   | 28席位（472席位） | 第7党 |
| 1924年12月7日 | 6,3%   | 32席位（493席位） | 第6党 |
| 1928年5月20日 | 4,8%   | 25席位（491席位） | 第6党 |

### 德国国家党時代
| 选举日        | 得票率 | 席位数 (总席为数) | 排名  |
| ------------- | ------ | ----------------- | ----- |
| 1930年9月14日 | 3.8%   | 20席位（577席位） | 第8党 |
| 1932年7月31日 | 1%     | 4席位（608席位）  | 第8党 |
| 1932年11月6日 | 1%     | 2席位（584席位）  | 第9党 |
| 1933年3月5日  | 0.9%   | 5席位（647席位）  | 第9党 |